# 90936 Neronet
90936 Neronet è un asteroide areosecante della fascia principale. Scoperto nel 1997, presenta un'orbita caratterizzata da un semiasse maggiore pari a 2,3117422 UA e da un'eccentricità di 0,2345784, inclinata di 24,45656° rispetto all'eclittica.